# Écran d'épingles

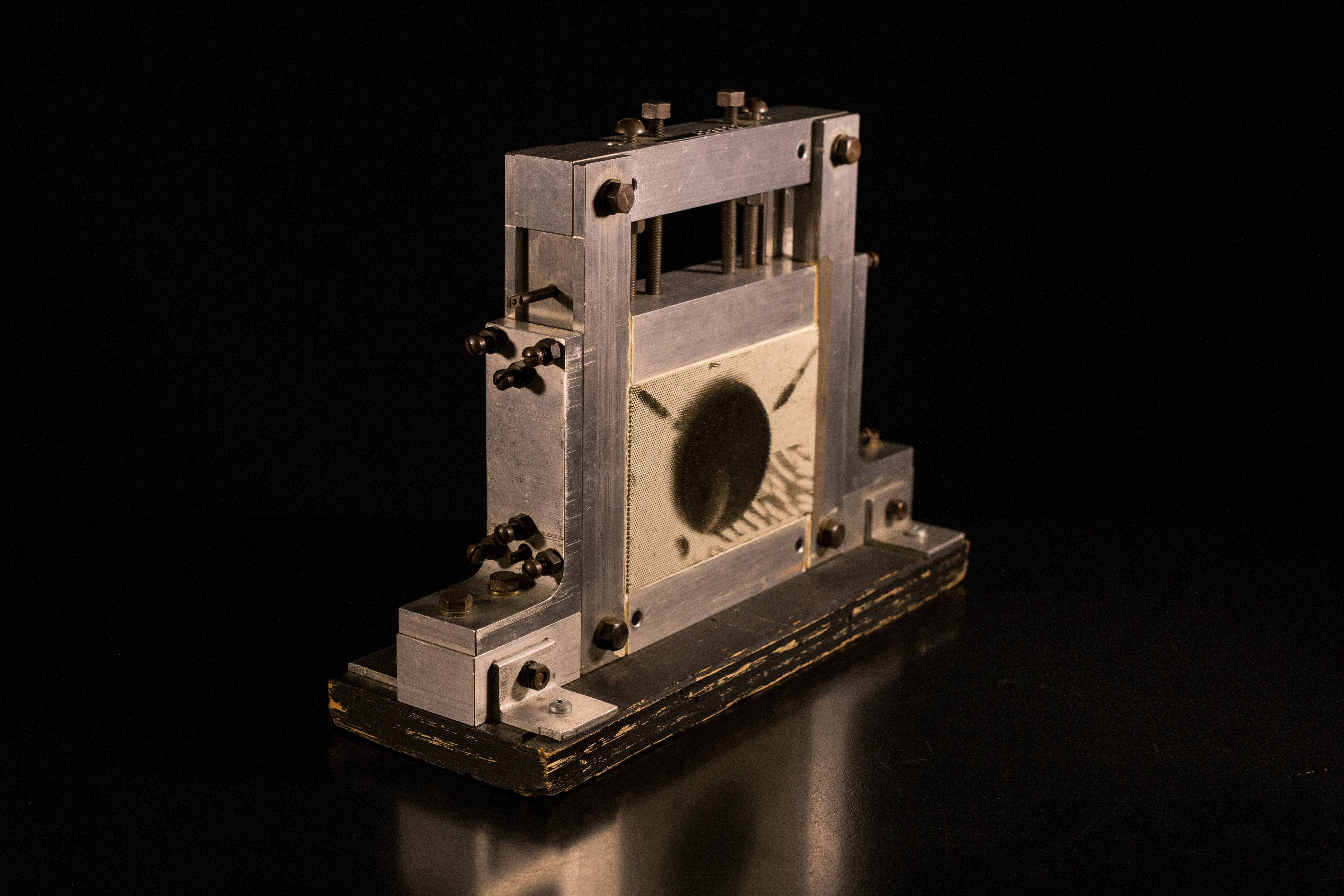
Écran d'épingles Baby Screen.

L’écran d'épingles, inventé par Alexandre Alexeïeff et Claire Parker, est un écran blanc placé verticalement et percé de trous desquels des épingles noires dépassent plus ou moins.

## Description et fonctionnement

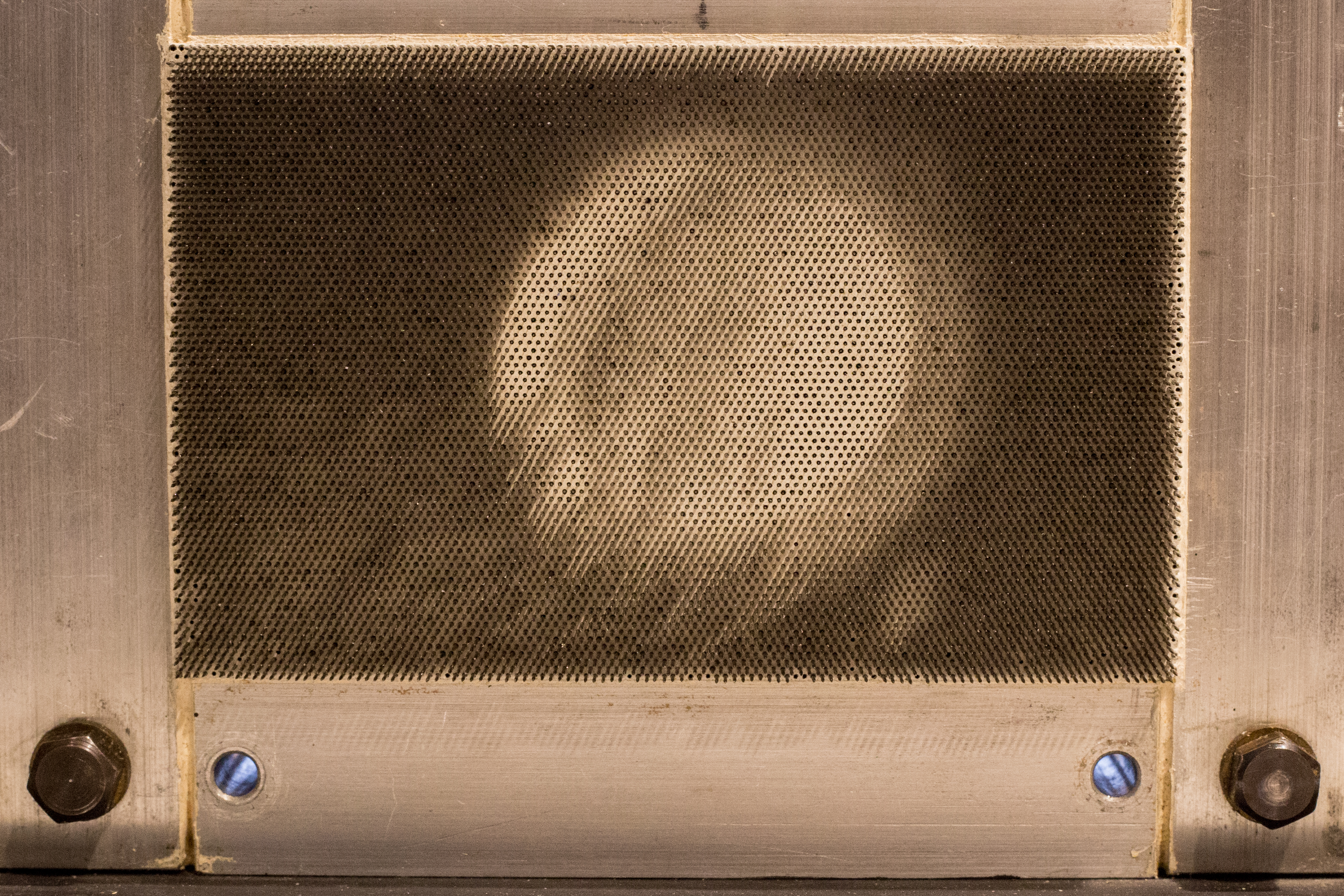
Détail d'un écran d'épingles Baby Screen (vue de face).

Le nombre de trous dépend du modèle : 10 000 trous pour les Baby Screens, 240 000 trous pour le NEC (Nouvel écran d'épingles), 270 000 trous pour l'Épinette (Spinet), 500 000 trous pour le premier écran, 1 140 000 trous pour le VEC (Vieil écran d'épingles). 
Dans chaque trou est insérée une épingle noire qui dépasse de quelques millimètres à la surface (entre 5 mm et 8 mm suivant les écrans). Les épingles sont enduites d'un corps gras (mélange de vaseline et cire d'abeille), trompeusement appelé « lubrifiant », qui sert plutôt de frein et permet de donner une résistance lors de la manipulation de celles-ci. Cette résistance permet une plus grande précision et un confort de modelage pour l'opérateur chargé d'enfoncer les épingles.
Une lumière est projetée sur l'écran de biais ce qui fait que l'ombre portée des épingles rend l'écran noir. Avec des instruments divers, l'artiste pousse certaines épingles de façon à former un dessin en relief. Les épingles qui sont enfoncées à fond ne laissent plus d'ombre et font donc apparaître le blanc de l'écran. Au contraire, les épingles repoussées depuis l'arrière de l'écran ramènent des ombres et font apparaître du noir. En variant le degré d'enfoncement des épingles, il est possible d'obtenir des ombres plus ou moins courtes et ainsi de former une image complexe composée de nuances de gris. Pour effacer le dessin, il suffit d'enfoncer les épingles en les poussant vers l'arrière de l'écran. 
Pour faire de l'animation avec cet écran, il faut installer une caméra devant l'écran, faire un dessin, prendre une photo, puis modifier légèrement le dessin avant de prendre une seconde photo et ainsi de suite jusqu'à obtenir 24 photos (ou 12 photos que l'on double) pour chaque seconde d'animation.
La couleur s'obtient en travaillant sur la source lumineuse, par zones, à l'aide de gélatine.

## Œuvres ayant utilisé la technique
Alexeieff et Parker ont réalisé plusieurs films avec cette technique, dont les quelques minutes de La Porte de la loi, apologue du Procès d'Orson Welles. En dehors d'eux, on connaît très peu de cinéastes qui se soient essayés officiellement à cette méthode d'animation. 
- En 1968 à l'Office national du film du Canada (ONF), Maurice Blackburn a réalisé Ciné-crime sur un écran de taille réduite (Baby Screen).
- En 1973, Alexeieff et Parker sont invités à l'ONF pour y déposer un écran d'épingles (le NEC) spécialement fabriqué pour cette commande. Un film de 39 minutes Pinscreen[3] est réalisé pour enregistrer la conférence de présentation aux fins de formation devant les animateurs de l'ONF. Dans ce film on peut voir Caroline Leaf et Ryan Larkin très intéressés.

Aucun des cinéastes formés par Alexeieff et Parker ne réalisera de film avec l'appareil. Il faut attendre l'arrivée de Jacques Drouin, monteur stagiaire à l'ONF, pour que le NEC soit utilisé. Drouin réalise ainsi plusieurs films, notamment Le Paysagiste et L'Heure des anges (en technique mixte épingles et marionnettes, en collaboration avec Bretislav Pojar pour la partie marionnettes),,. Dans son dernier film Empreintes Jaques Drouin joue avec l'écran d'épingles en le faisant tourner sur lui-même et en se rapprochant jusqu'à faire apparaître les reliefs de l'écran et même les épingles en gros plan.
En 2012, Michèle Lemieux qui a pris la relève de Jacques Drouin réalise également un film sur le NEC  Le Grand Ailleurs et le petit ici,. En 2024 elle réalise un second film qui s'appelle Le Tableau
En 2012, le Centre national du cinéma et de l'image animée (CNC) fait l'acquisition de l'Épinette dans le but de relancer l'utilisation de l'écran d'épingles en France. L'Épinette est restaurée par Jacques Drouin tandis qu'en juin 2015, Michèle Lemieux donne un atelier de formation à huit cinéastes français :Florence Miailhe, Florentine Grelier, Justine Vuylsteker, Clémence Bouchereau, Cerise Lopez, Céline Devaux, Nicolas Ligori et Pierre-Luc Granjon. L'une de ces cinéastes, Justine Vuylsteker, utilise l'appareil pour réaliser le court métrage Étreintes. Également participante à l'atelier, la réalisatrice Céline Devaux utilise l'appareil pour quelques passages de son court métrage Gros chagrin, récompensé à la Mostra de Venise en 2017. En 2023 Clémence Bouchereau réalise le court métrage la Saison pourprequi obtient le prix André Martin au festival d'Annecy 2023. En 2024 Pierre-Luc Granjon réalise à son tour un court-métrage nommé Les Bottes de la Nuit.Il avait auparavant réalisé un essai qui avait donné un court-métrage nommé Le Chien
En parallèle, en 2015,  Alexandre Noyer (un Ingénieur Informaticien/électronicien passionné de cinéma d'animation originaire d'Annecy) recrée une nouvelle génération d'écran d'épingles inspiré de ceux d'Alexandre Alexeïeff et de Claire Parker,. En 2018 le cinéaste québécois Alexandre Roy réalise un court-métrage : Jim Zipper, sur la musique de Erik Friedlander sur le Spinae et qui possède 103320 épingles. En 2020 La Bande Vidéo (un centre de création et de diffusion en art médiatique) fait l'acquisition d'un nouveau modèle développé pour l'occasion qui s'appelle l'Alpine et qui possède 201600 épingles,. La Bande Vidéo lance un appel à projet pour proposer des résidences d'artistes sur l'Alpine afin de réaliser des courts-métrages avec cet écran d'épingles. En 2023 le réalisateur Sud Africain Diek Grobbler, qui a aussi fait l'acquisition d'un de ces nouveaux modèles d'écran d'épingles, réalise un court métrage: I hav'nt told my garden yet sous la forme d'un clip pour la harpiste néerlandaise Anne Vanschothorst pour son album qui met en musique les textes de la poétesse américaine Emily Dickinson ,.